# Videogiochi nel 1974

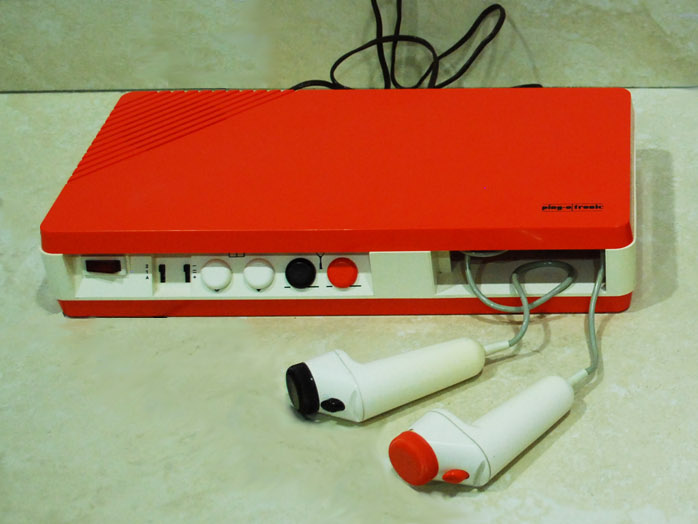
Ping-o-tronic

Eventi rilevanti avvenuti nell'industria dei videogiochi nel 1974. 
Per un elenco delle voci su giochi usciti nell'anno vedi Categoria:Videogiochi del 1974.

## Eventi
- Esce la console Ping-o-tronic.
- Esce la console VideoSport MK2.
- Kee Games pubblica l'arcade Tank.
- Atari pubblica l'arcade Gran Trak 10.
- Taito pubblica l'arcade Speed Race.
- Atari pubblica l'arcade Rebound.
- La Philips acquisisce la Magnavox.
- La Atari acquisisce la Kee Games.
- Viene fondata la Jaleco.
- Viene fondata la Radofin.